# شبکه تلفن

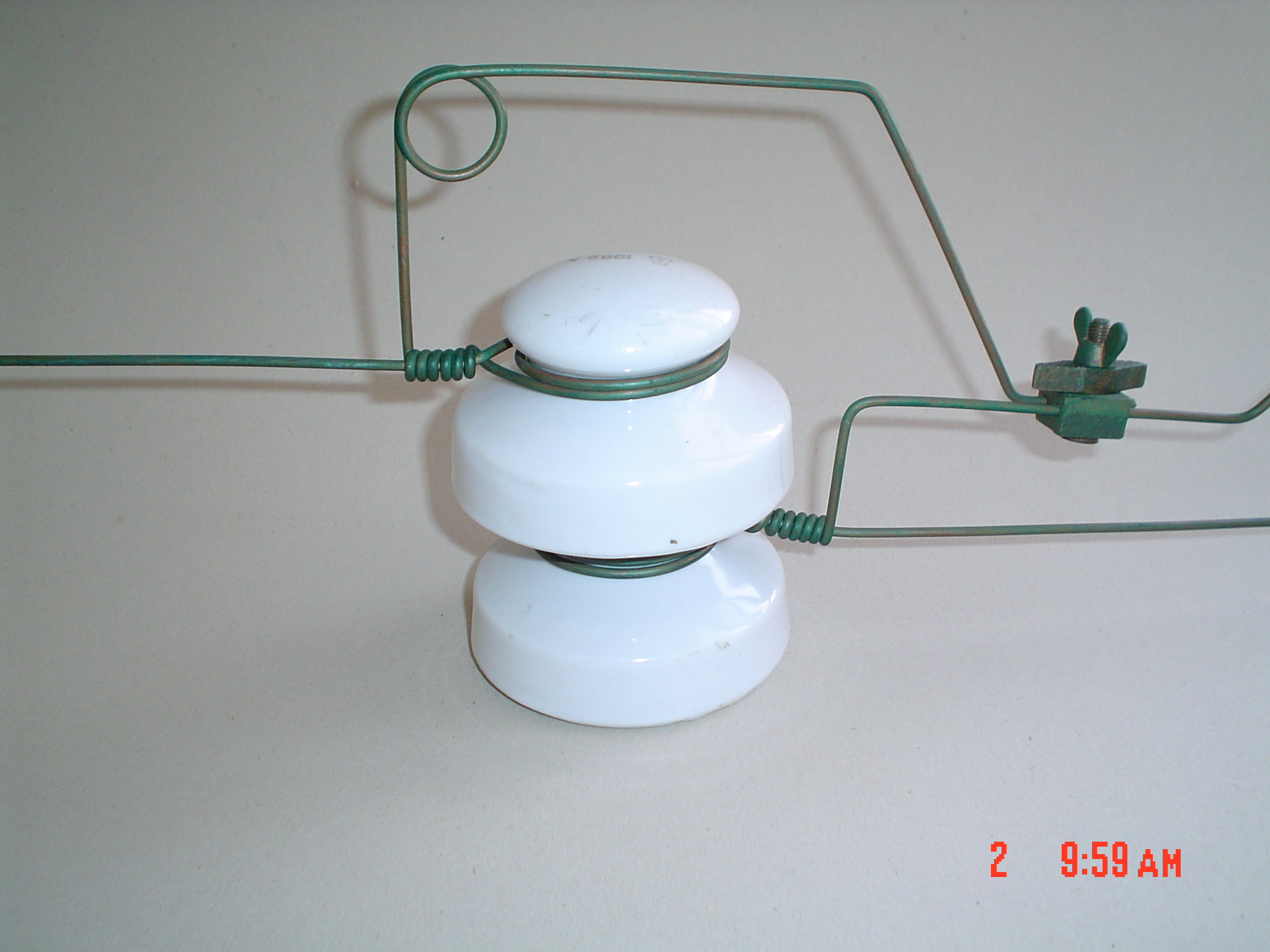
شبکه تلفن

شبکه تلفن شبکه مخابراتی است که برای برقرار تماس تلفنی بین ۲ یا چند نفر استفاده می‌شود.
چند گونه متفاوت شبکه تلفن:
- شبکه تلفن ثابت که در آن، خطوط تلفن باید مستقیما با سیم به یک تلفن‌خانه وصل شده باشند. این شبکه به نام شبکه تلفن همگانی سوئیچ‌شده شناخته می‌شود.
- شبکه بی‌سیم که تلفن‌های آن، سیار هستند و می‌توانند در اطراف محدوده تحت پوشش، حرکت کنند.
- شبکه خصوصی که یک گروه بسته از تلفن‌های متصل به یکدیگر است و از دروازه برای دسترسی به شبکه مخابراتی بیرونی استفاده می‌کنند. از این شبکه معمولا در شرکت‌ها و مراکز تماس استفاده شده و سامانه تلفن تجاری نامیده می‌شود.
- شبکه دیجیتالی خدمات یکپارچه

شرکت‌های تلفن عمومی، دو گونه نخست شبکه‌های مخابراتی گفته شده در بالا را فراهم کرده و با گرفتن مجوز از حکومت، به مردم آن کشور، خدمات می‌دهند. اپراتورهای مجازی شبکه سیار، ظرفیت عمده‌فروشی را از شرکت‌های تلفنی اجاره کرده و خدمات مکالمه راه دور را مستقیما به مردم می‌فروشند.